# Daniel (Lepisk)
Daniel (světským jménem: Margo Lepisk; * 23. července 1971, Kohtla-Järve) je estonský duchovní Estonské pravoslavné církve Moskevského patriarchátu, biskup tartuský a vikář tallinské eparchie.

## Život
Narodil se 23. července 1971 v Kohtla-Järve.
Po střední škole nastoupil na fyzikálně-matematickou fakultu Tartuské univerzity, kde získal titul z fyziky. Roku 1991 byl v monastýru Pühtitsa pokřtěn. 
Roku 1993 začal studovat na Moskevském duchovním semináři a následně na Moskevské duchovní akademii, kde obdržel titul kandidát bohosloví. Dne 10. prosince 2000 byl metropolitou tallinským a celého Estonska Korneliem (Jakobsem) rukopoložen na diákona. Sloužil v chrámu Vzkříšení v Narvě. Kněžské svěcení přijal 20. května 2001 a byl jmenován představeným chrámu svatého Alexandra Něvského v Haapsalu.
Od 20. června 2017 do 21. ledna 2021 byl sekretářem metropolity tallinského. Dne 16. srpna 2018 se stal členem eparchiální rady. Působil také jako představený chrámu svatého Jiří v Tartu.
Dne 29. ledna 2024 jej Synod Estonské pravoslavné církve zvolil biskupem tartuským a vikářem tallinské eparchie. Dne 2. února byl postřižen na monacha se jménem Daniel na počest svatého Daniela Stylity. O den později Svatý synod potvrdil jeho volbu na biskupa a byl povýšen na archimandritu. Biskupská chirotonie proběhla 4. ledna v chrámu svatého Alexandra Něvského v Tallinnu. Hlavním světitelem byl tallinský a celého Estonska Jevgenij (Rešetnikov).